# Chris Owen
Chris Owen (* 25. září 1980 v Michiganu, USA) je americký herec, který je
znám pro svou roli Chucka Shermana tzv. Sherminatora ve filmové sérii Prci, prci, prcičky.

## Filmografie
- 1995 Major Payne
- 1995 Angus (film)
- 1999 Říjnové nebe
- 1999 Prci, prci, prcičky
- 2000 Ready to Rumble
- 2001 American Pie 2
- 2003 College Animals
- 2005 Prci, prci, prcičky: Na táboře
- 2005 Dear Wendy
- 2006 College Animals 2
- 2007 Mlha (film)
- 2012 Prci, prci, prcičky: Školní sraz